# Електрофілія
Електрофі́лія — одна з парафілій, сексуальне збудження від електрики. Електрофіли обожнюють небезпеку, якою є електричний струм, або навіть біль, який спричиняється ним. Конкретне значення напруги залежить від індивідуальних особливостей. Багато-кому подобається відчувати своїм тіло електричні розряди, що, на їх думку, сильно збуджує.

## Прилади, які використовуються електрофілами
Один з пристроїв є титолятор, який дає невеликий розряд. Серед інших пристроїв, яким віддають перевагу електрофіли, — електробатіг для худоби з зарядним пристроєм; кардіостимулятори, типу тих, які використовуються в реанімації, а також телефонні магніти.
У Японії поширеним є спеціальний прилад з акумулятором живлення, який доводить до оргазму чоловіків. Він складається з коробки з двома проводами та електродами. Один електрод поміщають на пеніс, а інший — у пряму кишку. Потім чоловік регулює силу струму за допомогою реостата, доки не отримає оргазм. Регулювати силу струму може й партнер. Лікарі використовують цей прилад для отримання сперми від чоловіків-імпотентів у цілях штучного запліднення. Подібний пристрій використовують ветеринари для штучного запліднення крупної рогатої худоби.

## Питання безпеки
У той же час небезпека, пов'язана з тим, що прилади, які використовуються в таких цілях, можуть вийти з-під контролю, тільки посилює збудження. Більшість приладів, які використовуються електрофілами, мають невелику напругу і не є небезпечними. Проте існують документальні підтвердження випадків смерті від такого виду розваг. Прикріплювати електричні контакти небезпечно до будь-якої частини тіла, але особливо — вище талії. Оскільки електричний струм проходить між двома контактами, то, якщо помістити контакти на соски, груди, руки, шию або обличчя, він може пройти через серце або мозок, про що відомо багатьом електрофілам.

## Смертельний випадок
Три австрійські патологоанатоми з відділу судової медицини університету в Граці повідомляють про випадок смерті від електричного шоку під час мастурбації. Чоловік, зважаючи на все, був електрофілом. Патологоанатоми пишуть: «Найбільш правдоподібною здається версія, що один електрод було вставлено в анальний отвір, а інший електрод випадково торкнувся руки або грудей під час спроби прикласти його до статевого члену. Смерть настала в результаті фібриляції міокарда». У ході розслідування обставин нещасного випадку виявилось, що батьки покійника намагались приховати істинні обставини смерті. З місця трагедії зникли електричний кабель та порнографічна література.